# ケイン・コスギ
ケイン・タケシ・コスギ（Kane Takeshi Kosugi、1974年10月11日 -　）は、アメリカ合衆国ロサンゼルス出身の俳優・アクション俳優・タレント。
マラナサ・ハイスクール卒業。デスティニープロダクション所属。親しみやすいキャラクターと、超人的と評される身体能力で人気を博す。
2005年から本格的にハリウッドに進出した。

## 来歴
1974年、アメリカ・ロサンゼルスにてハリウッドスターであるショー・コスギの長男として生まれる。母は中国人で、弟と妹が一人ずついる。
1歳半から父に武道を習い始める。柔道、剣道、古武道、中国武術、テコンドー、器械体操、スカイダイビング、スキューバダイビング、水泳、ゴルフ、乗馬、アメリカンフットボール、バスケットボールなどスポーツ万能である。
1982年、8歳で父の主演するハリウッド映画『ニンジャII/修羅ノ章』に出演し、芸能界デビューを果たす。その後も父の主演映画数本に弟・シェイン・コスギと共に子役として出演、幼くしてスタントも披露している。
中学生から高校生時代に、ボディビルダーやアーノルド・シュワルツェネッガーの身体に憧れ、ウエイトトレーニングを始める。
ハイスクール卒業後に俳優を志したケインは、父親に日本で修行するよう提案される。大河ドラマ『琉球の風』に出演するため来日が決まっていたショーとともに18歳で来日。撮影終了後はひとりで日本に残り、コーヒーショップで皿洗いのアルバイトをしながら俳優修業を開始。その間満足に食べる物もない日々もあった。
1993年には『ウルトラマンパワード』に「ウルトラマンパワード / ケンイチ・カイ隊員」役で出演、1994年にはスーパー戦隊シリーズの『忍者戦隊カクレンジャー』に「ニンジャブラック / ジライヤ」役で出演。
TBS系のスポーツバラエティ番組『筋肉番付』では、番組を見て自ら出演を希望。優れた身体能力を示し、22歳の時に『スポーツマンNo.1決定戦』第2回サバイバルバトルに初出場し総合No.1に輝き、現時点で6度の総合No.1に輝く。『SASUKE』では2000年の第6回大会で弟のシェイン・コスギとともに3rdステージに進出。兄弟同時3rdステージ進出はSASUKE史上唯一である。2001年の第8回大会ではFINAL STAGEまで進出した。
1999年から2002年まで『はぐれ刑事純情派』に出演。それまでアクションものやスポーツものが多く、演技だけの勝負で3年間出演できたことが大きかったと語っている。
2002年制作のアクション映画『マッスルヒート』で映画初主演。
2005年には、ブルース・リーやアーノルド・シュワルツェネッガーといった、国際的なアクションスターを手掛けた、ハリウッドの三大エージェントICM元代表をマネージャーに迎え、本格的にハリウッドへ進出をした。
また、2006年製作で2007年公開の映画『DOA/デッド・オア・アライブ』で、ハリウッドデビューを果たす。
2009年11月、3歳年下の香港出身の一般人女性と結婚。
2014年公開のハリウッド映画『TEKKEN 2：KAZUYA’S REVENGE』（英語版）で主演を務め、ハリウッド映画初主演。同年にはスコット・アドキンスとのダブル主演作となるハリウッド映画『ニンジャ・アベンジャーズ』（原題はNinja: Shadow of a Tear。2013年制作）が2015年に日本で公開されることが決定した。
2018年元日放送のTBS『究極の男は誰だ!?最強スポーツ男子頂上決戦』に初出場。14年ぶりにモンスターボックスとショットガンタッチに挑戦した。
同年3月24日、「第1回全国高校eスポーツ選手権」スペシャルサポーターを務めた。以来、全国高校eスポーツ選手権のスペシャルサポーターを継続している。
2019年3月、妻との間に女児が誕生したことを自身のTwitterで公表。
2020年9月5日、神宮球場で行われた東京ヤクルトスワローズ VS 中日ドラゴンズ14回戦の始球式に参加。投球の際、180度開脚を行うパフォーマンスを魅せた。
2022年、映画『劇場版 仮面ライダーリバイス バトルファミリア』にて「アヅマ / 仮面ライダーダイモン」を演じる。これにより、スーパー戦隊シリーズ・ウルトラシリーズ・仮面ライダーシリーズの3大特撮ドラマシリーズへの出演を達成、さらに史上初めて3シリーズ全てで変身ヒーローとしての出演を果たすが、インタビューでは「年齢的にもう難しいかなと感じた時にオファーをいただいた」と語っていた。
12月27日放送の『SASUKE2022～NINJA WARRIOR～』第40回大会に出演し、1stステージをクリア。48歳でのクリアは史上最高齢記録。
2023年、お笑いタレントのなかやまきんに君とコンビ「パーフェクトパワーズ」を結成し、M-1グランプリ2023に参加した。

## 人物
ハリウッド映画『ニンジャ・アベンジャーズ』では、通常7〜8パーセントの体脂肪率を4%に絞って撮影に臨んだ。「シャープでキレキレになりました」「20代は筋肉だけ付けてましたが、今の方が動けます。（ケイン）史上最高です」などと語っている。「クライマックスシーンは、米国で、アクションを対象にした賞の年間ベストに選ばれる仕上がりになった」と日刊スポーツにて報じられている。またクランクイン！によると「ケインVSアドキンスのクライマックスの格闘技ファイトが欧米各国で絶賛を浴びている」とのこと。
テレビゲームが趣味で、来日当初は5畳半のアパートで『ストリートファイター2』を毎日何時間もプレイしていた。また、OVA『ストリートファイターZERO』では、リュウの声を担当している。
『ドラゴンボール』が好きで、本作のアニメを観て日本語を勉強した。
2018年ごろからは前述のとおり大会アンバサダーを務めるなど、eスポーツでも注目の1人とされている。
好きなハリウッド映画は『グラディエーター』、『アルマゲドン』。
好きな食べ物はハンバーガー、コロッケ、カレー、トンカツ、すき焼き、春巻き。
日本漢字能力検定10級。

## エピソード
『忍者戦隊カクレンジャー』では、起用時に『カクレンジャー』か『ブルースワット』か選ぶことができたが、忍者アクションができることから前者を選んだ。共演した小川輝晃は、ケインとトランポリンやマットの技を競い合うことで自然にアクションを学んでいった。当初は日本語を苦手としていたため、台本にはローマ字で振り仮名を書き込んでいた。東映プロデューサーの鈴木武幸によれば、ケインは日本語学校で学ぶことを宣言していたが、鈴木はたどたどしさがいいとしてそのまま起用した。第28話・第29話には、ショー・コスギがゲスト出演し、親子での共演を果たした。
主演映画『マッスルヒート』ではノースタントで撮影。26時間連続で撮影した日もあった。トップアスリートの数値をも駕するケインの肉体によりノースタントを実現させている。ケインはあらゆる武術を学んでいるが、この作品の撮影のために新たに中国拳法を会得している。
ケインは『マッスルヒート』を撮り終えた後のインタビューで、「今回、やっとアクションの仕事ができた。（中略）僕のイメージは、きっとスポーツというところにあるんだと思うけれど、スポーツについては、単に人に負けたくないから頑張ってきただけで、最終的に世界的なアクション俳優になることが目標だったから、今回、日本のアクション映画に出演できて本当に嬉しい」と語っている。初めてアクションスターになりたいと思ったのは5歳半の時に父が出演していた映画を見た時であるという。
ケインが独立を言い出すとショー・コスギは快く送り出したが、ケインがショー事務所の人間を引き抜いたことでショーの怒りを買った。
うわさによればショーとは近年不仲であったが、結婚式のため香港で再会したとのこと（2009年の記事による）。
秋葉原駅前広場（2001年7月31日に閉鎖）でバスケットボールをしていたところ、たまたまサモ・ハン・キンポーの息子がいて知り合いになりジャッキー・チェンを紹介され、その後ジャッキーの下で映画製作の勉強をさせてもらう。
ケインのものまねを行うものまねタレントの山本高広の結婚を知った際には、公式サイトの日記にて祝福している。その山本とは2016年にフジテレビ『とんねるずのみなさんのおかげでした』の「食わず嫌い王決定戦」で初共演した。
山本が真似するケインの「Perfect Body」は、ケインがトレーニングに関する深夜番組に出演した際、たまたま言い放っており、山本がそこだけを真似してテレビなどで度々披露するようになった。その時にケインはアメリカにいたため、帰国後に周囲から「アレやって！」と言われても何のことか分からず、YouTubeで検索したところ山本がケインのものまねで「Perfect Body」と言った映像を視聴して初めて理解した。
『筋肉番付』に出演した当初は『スポーツマンNo.1決定戦』と『SASUKE』に出場していたが、身体作りやトレーニングは『スポーツマンNo.1決定戦』のトレーニングをメインとしていたが、『SASUKE』では第1回大会に初出場してから、出場した3大会連続で3rd STAGEまで進出していた。しかし、2001年春の第7回大会で、初めて2nd STAGEでリタイアし、競技後に現・総合演出の乾雅人（当時AD）に、「FINAL（STAGE）に進出するために『SASUKE』のトレーニング始めるから次のスポーツマンNo.1は捨ててもいいか？」と聞いていた。結果スポーツマンでは照英が総合No.1に輝き、ケインは2001年秋の第8回大会のSASUKEでFINAL STAGEに進出した。
2008年にプロ野球選手の豊田清（当時読売ジャイアンツ所属）とともにグアムでトレーニングを行った。豊田はケインについて「（ケインは）凄かったよ。バランスとかね」と語っている。

## 身体能力
垂直跳びは86センチメートル。
2016年4月29日に生放送された『テラフォーマーズ』の特番では握力73キログラムを計測した。日本テレビ『嵐にしやがれ』に出演した際は、リンゴを片手で潰した。
空手の大会での優勝回数は38回、獲得トロフィーは176個。

## 評価
『筋肉番付』のプロデューサーである樋口潮は、ケインの跳び箱の試技をアトランタ五輪の開会式でオリンピックの歴史に名を刻む選手として全世界に紹介されたスーパースターらと比較し、ケインの跳躍の脅威さ、跳躍に対する驚嘆の意を自著で記している（詳細は後述）。
『サラリーマン金太郎』で、代役なしで過酷なアクションとスタントにも率先して挑戦していた永井大を見た竹田道弘は、永井に「日本人でこれだけ動けるのは、ケイン・コスギとお前だけ」と称賛したという。
古舘伊知郎は『スポーツマンNo.1決定戦』の2000年のプロ大会でNo.1を獲得したケインを振り返り、総合力だと野球選手が強いという固定観念が芽生えた辺りで俳優のケインがNo.1になったことに驚いたという。
『SASUKE』唯一の皆勤賞である山本進悟は、ライバルにケインの名を挙げている。

## 筋肉番付での活躍
テレビ番組『筋肉番付』内で活躍し、後述の『スポーツマンNo.1決定戦』や『SASUKE』の他、番組内で少林寺やSWATなどでの修行の模様も放送された。テレビ体操21という企画においてはVHSも発売された。『スポーツマンNo.1決定戦』では幾度も総合No.1に輝き、『SASUKE』でも第8回大会ではFINAL STAGEまで進出し、挑戦者100人の中のトップに立った。ケインはSASUKEとスポーツマンNo.1決定戦両方でトップに立った唯一の人物である。

### スポーツマンNo.1決定戦
『最強の男は誰だ!壮絶筋肉バトル!!スポーツマンNo.1決定戦』では、歴代最多の6度の総合No.1に輝いている。MONSTER BOXで世界記録に1段差と迫る22段（体操選手を除けば最高記録）、パワー系種目のWORK OUT GUYSでは世界記録である45秒46、スピード系種目のSHOT-GUN-TOUCHでは芸能人歴代1位となる13メートル10センチメートルの記録を持つ。スピード系、パワー系、筋持久力系競技でNo.1となるなど、万能選手として活躍した。
2020年のインタビューの際には、スポーツマンNo.1決定戦について「僕の『人生』そのものです」と語っている。
第2回芸能人サバイバルバトル（1997年4月2日放送）
スポーツマンNo.1決定戦初登場。
DOGDE POLESでいきなりNo.1を獲得。さらに第2種目のQUICK MUSCLEでもNo.1となり、2種目連続のNo.1。
SHOT-GUN-TOUCHでは最終試技に成功した際、雄叫びを上げた。大澄賢也が最終試技に挑むも失敗し、ケインの総合No.1が確定。表彰式では声を震わせ英語でスピーチした。
第3回芸能人サバイバルバトル（1998年4月1日放送）
2連覇を懸けて参戦。
BEACH FLAGSでは序盤こそ立ち上がりで遅れることもあったものの勝ち上がり、準々決勝ではスタートでいち早く立ち上がり楽々旗をゲット。準決勝もぶっちぎりで通過し、決勝でも体二つ分リードしダイビング。No.1に輝いた。POWER FORCEでもNo.1に輝くも、THIRTYではNo.1になることができず、3種目連続No.1は逃した。
MONSTER BOXでは跳び箱を跳ぶのは初めてというケインだったが、15段終了時点でNo.1が確定。その後当時緒方孝市が持つプロスポーツマン記録であった18段を楽々クリアした。さらに19段も前に突っ込みすぎたもののクリアした。初挑戦で19段の記録を残す。
QUICK MUSCLEでもNo.1に輝き、5種目中4種目No.1。これでスピード系、パワー系、そして筋持久力系競技を制した。TAIL IMPOSSIBLEでは第3レースまで残ったもののここで脱落し、最終レース進出を逃す。同競技終了時点で500ポイント。2位に230ポイントの差を付けた。SHOT-GUN-TOUCHでは最終試技に成功後、前回同様涙を流した。ケインは7種目中5種目制覇。個人記録が残る3種目ではすべて新記録を達成した。
本大会はケインが日本中に知られることになった大会となり、プロデューサーの樋口潮は「ケインってすごいね」といろいろな人から言われたという。
第4回芸能人サバイバルバトル（1998年10月2日放送）
3連覇を懸けて参戦。ケインは1週間前から跳び箱のことを考えほとんど眠れない日々が続いており、昨日はほとんど一睡もしていなかったという。
BEACH FLAGSでは決勝で西山浩司と対決。立ち上がりでリードを許したものの勝利した。THE BEST OF TUGGERではチーム清水として2回戦で敗戦を喫した。
MONSTER BOXでは前回ギリギリでクリアした19段を楽々クリア。
20段も両足着地でクリア。
21段を完璧に超え、その上両足着地で成功。さらに世界第2位タイとなる22段も成功。その後ケインは世界記録の23段に挑戦するも失敗に終わったが、世界記録に1段差に迫る22段を記録し、ケインの上は世界一の跳躍力を持つヨウ・ホンチュルのみとなった。
QUICK MUSCLEでもNo.1となる。
DASHでは予選で最高タイムをマークし準決勝進出。準決勝では高校2年時に50メートル走で6秒フラットを記録しているという西山と対決。スタートでは互角だったが30メートルを過ぎてからケインがリードし、勝利。決勝は山口達也と対決。しかしすでにケインは疲れ切っており、山口に敗れ、No.1を逃した。ケインは結局予選のタイムがベストであった。
LOG相撲でも1回戦で宮下直紀、準決勝で西山に勝利するも、決勝では野村将希に一瞬引いたところを押し切られ、敗れた。SHOT-GUN-TOUCHでは最終試技で総合No.1が確定している状況で自己記録更新を狙ったが、この時点で完全に疲れ切っており、ボールに全く届かず。ケインはSHOT-GUN-TOUCH初の失敗となった。しかしながら3連覇を達成。
第5回プロスポーツマン大会（1999年1月1日放送）
芸能人大会3連覇を果たしたケインがプロスポーツマン大会に初参戦。
POWER FORCEでは芸能人大会では同競技No.1に輝いているケインだったが、1回戦で吉原孝介に敗れ、BEACH FLAGSでも3回戦で吉原との競り合いに敗れた。
さらにMONSTER BOXではNo.1に輝いたものの記録19段に終わり、その後はいずれも種目別No.1はならず、総合4位に終わった。
しかしながら孤独な状態で黙々と全競技に挑み続けたケインに魅せられた飯田哲也がSHOT-GUN-TOUCHでケインに飛び込み方などを伝授。その成果あってかケインは同競技2位に食い込んだ。
第5回芸能人サバイバルバトル（1999年3月26日放送）
池谷直樹が芸能人大会初参戦。
BEACH FLAGSでは準決勝敗退し、芸能人大会では初めての敗北となった。MONSTER BOXでは17段で大森晃が脱落し、17段終了時点で生き残りは池谷とケインのみとなった。両者22段を成功させ、決着は世界記録23段に持ち越された。池谷は23段を成功、ケインは失敗し、こちらも初めて敗北となった。
さらにQUICK MUSCLEでも自己記録に届かず、初めてNo.1を逃す。TAIL IMPOSSIBLEでも第2レースで敗退。WORK OUT GUYSでは鋸の選択ミスにより丸太切りでタイムロスを強いられ、ミルク缶運び、トラック引きで大きく挽回したものの4位に終わり、同競技終了時点で暫定総合3位、種目別No.1ゼロと大不振に陥った。
SHOT-GUN-TOUCHでは1回目に11m80cm、2回目に12m00cmを成功させ、暫定総合1位の池谷を追い詰める。ケインは最終試技で自己記録を20cm上回る12m40cmを申告し、成功を収め雄叫びを上げた。試技後は涙を見せた。池谷は3回目で12m00cmを申告し、決めれば総合No.1となるこの距離を成功させ、再逆転し5ポイント差で総合No.1に輝き、ケインは芸能人大会では初めて総合No.1を逃した。
第6回プロスポーツマン大会（2000年1月1日放送）
スペシャルトライアルのWORK OUT GUYSで1分08秒27を記録し、暫定トップに立ったものの、最終組のフランシスコ・フィリォが1分05秒71をマークし、2位に終わる。
BEACH FLAGSでは3回戦まで危なげなく勝ち上がるも、準々決勝で河口正史のブロックに遭い、狙う旗を変更するもロスは埋められず敗退した。MONSTER BOXでは20段で福西崇史が失敗し、No.1が確定。その後21段を成功させ、さらに23段に挑むも失敗に終わった。
POWER FORCEでは1回戦でニコラス・ペタスと対戦。スタートで一瞬優位に立つも敗れ1回戦敗退となった。THIRTYではNo.1に。THE GALLON THROWでは昨年の記録を上回る5m25cmを記録したが、5m75cmを記録した河口に総合ポイントで逆転を許す。
最終種目SHOT-GUN-TOUCHでは、ケインが成功すれば自己新記録となる12m50cmを一発で成功。12m20cmが自己記録だった河口は12m50cmを1回目に失敗するも、2回目に成功させて自己記録更新。ケインは12m70cmも一発で成功させ雄叫びをあげた。しかし河口も失敗が許されない状況で前回までの自己記録を50cmも上回る12m70cmを成功した。
12m90cmでケインは1回目の失敗。河口もこの距離を失敗し、暫定総合1位のまま試技終了。そしてケインは失敗したら敗北という状況から2回目の試技に臨み、12m90cmを成功。10ポイント差の河口をひっくり返し、逆転で総合No.1に輝く。成功の際再び雄叫びを上げた。
表彰式では涙を流しながら英語で「全力を尽くしてあきらめずに頑張ればできないことは何もありません。今回、最高の結果を残すことが出来ました。この素晴らしい場を僕に与えてくれた皆さん、本当にありがとうございました」と語った。
第6回芸能人サバイバルバトル（2000年3月24日放送）
総合No.1奪回を懸けて参戦。番組冒頭では英語で「去年の敗北を片時も忘れたことはありません。今度は僕が勝ちます」と意気込みを語った。
BEACH FLAGS2大会ぶりに決勝進出を果たすも、決勝で池谷に敗れた。MONSTER BOXでは池谷と共にNo.1。2大会ぶりにNo.1となった。QUICK MUSCLE前回池谷に更新された芸能人最高記録を更新し、こちらも2大会ぶりにNo.1となった。同競技終了時点で暫定総合2位で、1位の池谷と10ポイント差。
POWER FORCE2回戦で清水宏次朗、準決勝で野村将希、決勝で照英を破り、POWER FORCE3連覇を達成。暫定総合1位に立った。池谷は2回戦で工藤順一郎に敗れ、暫定総合2位に転落。WORK OUT GUYSでもケインがNo.1となり、前回の雪辱を果たす。
SHOT-GUN-TOUCHでは最終試技で13m00cmを申告するも失敗。しかしながら総合No.1を奪回。6種目中5種目を制す圧倒的な成績を収め、前回の雪辱を果たした。表彰式では英語で「ベストを尽くしても負けることはあります。でもその敗北がまた人を強くしてくれます。応援してくれた皆さんに心から感謝します。ありがとう」と語った。
第7回芸能人サバイバルバトル（2000年10月10日・14日放送）
池谷直樹が右足首骨折により欠場。
BEACH FLAGSでは準決勝でスタートに失敗し、敗退。3大会ぶりのNo.1はならなかった。MONSTER BOXではNo.1に輝いたが、23段成功はならなかった。QUICK MUSCLEでもNo.1に輝き、同種目2連覇を達成した。
TAIL IMPOSSIBLEでは第2レースで骨膜炎を発症し、途中棄権。しかしPOWER FORCE2回戦で総合No.1を争う照英に、準決勝で中村繁之に勝利。決勝ではプロスポーツマン大会でNo.1経験のある内藤尚行に敗れ、芸能人大会では同種目初敗戦となった。
SHOT-GUN-TOUCHでは1回目で11m80cm、2回目で12m00cmを楽々成功。3回目で13m00cmを申告するも失敗に終わったが、2連覇を達成した。
第7回プロスポーツマン大会（2001年1月1日放送）
プロ初連覇を懸けて参戦。
WORK OUT GUYSでは丸太切りでやや出遅れ、1分06秒80を記録。同組のニコラス・ペタス（1分01秒16）に敗れ、暫定2位。最終順位は大畑大介、ペタスに次ぐ3位と不本意な結果に終わった。BEACH FLAGSでは1回戦で芸能人大会において敗れた照英にリベンジを果たす。その後3回戦までは危なげなく勝ち上がるも、準々決勝で再び河口のブロックに遭う。前年のように他の旗は狙わず河口と同じ旗を狙いに行ったが僅かに及ばず、準々決勝で敗退した。
MONSTER BOXでは21段を成功させた後、池谷直樹が棄権。3大会連続のNo.1を確定させた。その後23段に挑むも失敗に終わっている。同競技終了時点で池谷に次ぐ暫定2位（210ポイント）。TAIL IMPOSSIBLEには骨膜炎の影響か出場せず、0ポイント。同種目3位の大畑大介が池谷と並び総合暫定1位に浮上し、ケインは3位に後退した。POWER FORCEでは1回戦で照英を、2回戦で武田修宏を、準決勝で暫定総合1位の大畑に勝利。準決勝で勝った際には雄叫びを上げた。決勝戦では清原和博に敗れるも、暫定総合1位に立った。しかしTHIETYでは2回戦で痛恨の敗退。同種目2位の大畑が80ポイントを加え総合365ポイント、No.1の池谷が総合100ポイントを加え340ポイントとし、ケインは暫定総合3位に後退した（315ポイント）。
THE GALLON THROWでは試技開始前にインタビュアーに「最低ラインというのは」と質問されたのに対し「最低は5m75cmですね」と発言。しかし樽の高さこそ高い投てきはあったものの記録5m25cmに終わる。同種目記録なしの池谷を抜くことには成功したが、同種目5m75cmを記録した大畑は抜くことができず暫定総合2位に。
SHOT-GUN-TOUCHでは自己記録12m90cmまでノーミスでクリア。続く13m10cmでは実況の古館伊知郎が「スタートダッシュ完璧」と発言するほどのスタートを決め、距離にかなりの余裕を残してクリアした。しかしその後はそのスタートは影を潜め、13m30cmに2度挑むも僅かに届かず失敗。総合2位が決定した。
試技後のインタビューでは「まだまだ強くならないと、No.1はキープできないですね」「明日からトレーニングします」と語った。
第8回芸能人サバイバルバトル（2001年3月23日放送）
プロスポーツマン大会で大畑に敗れたケインは、敢えてゴールドゼッケンを返上している。
BEACH FLAGS3回戦敗退と不本意な結果に終わるも、WORK OUT GUYSでは他者を圧倒。54秒04という圧倒的なタイムでNo.1となった。MONSTER BOX、QUICK MUSCLEでは池谷との対決に敗れ、2位。TAIL IMPOSSIBLEでは第3レースで敗退。
SHOT-GUN-TOUCHでは1回目で申告した12m40cmを難なく成功するも、2回目の12m70cmはギリギリの成功。しかし3回目の13m00cmは成功を収め、雄叫びを上げた。しかし照英が3回目の12m30cmを成功させ、1ポイント差で総合No.1を逃す。
第8回プロスポーツマン大会（2002年1月1日放送）
No.1奪回を懸けて参戦。この大会に向け科学的トレーニングを積んできたという。開幕前にインタビューにて「去年は悔しい思いをしたので今年は必ず優勝します」と意気込みを語った。
WORK OUT GUYSでは前回の覇者大畑大介が史上最速タイムとなる50秒01を記録。その後も多くの選手が50秒台を記録したが、大畑のタイムを超えられず。しかし満を持して登場したケインは史上初の40秒台（45秒46）を記録。ゴール直後には雄叫びを上げた。試技後のインタビューでは雄叫びについて聞かれ、「今日は絶対優勝しますから。力はいってます」と語った。その後後続の選手もケインのタイムを超えられず、ケインのNo.1が確定。前年の雪辱を果たした。
BEACH FLAGSでは開始前のインタビューで「自分も練習しましたから。絶対大丈夫です」と自信を覗かせていた。その言葉通り1回戦、2回戦ともに余裕の突破。2回戦では第8回芸能人大会で同種目No.1に輝いた照英を背中を見せつける大差で圧倒し、リベンジを果たした。3回戦では旗から見て一番左隅のポジションを引き、隣に大畑が並んだ。大畑はケイン側の旗を狙いに行ったが、ケインに後れを取り、途中で路線変更。スタート直後に転倒した池谷側の旗を狙いに行き、共に準々決勝進出を果たす。ケインは準々決勝でも一番左隅のポジションを引き、今度は隣にここまで圧倒的なスピードで他者を圧倒していた室伏が並ぶ。スタートで室伏に優位に立たれたケインは中央の旗を狙いに行くもコース取りのロスを修復できず、3年連続となる準々決勝敗退となった。今大会は籤運に恵まれず、1回戦から準々決勝まで全て隅のポジションを引いてしまった。
MONSTER BOX三浦貴が20段で失敗し脱落。この時点で生き残りはケインと池谷だけになり、前年同様池谷との一騎討ちとなる。しかしながらケインは22段で失敗。池谷は23段を記録し、ケインはプロスポーツマン大会では初めてNo.1を逃したが、ここで再び暫定総合1位に立った。
POWER FORCE1回戦で前年55本塁打を放ったタフィ・ローズと1回戦でいきなり激突。体重78キロのケインに対しローズは87キロと約10キロの差があったものの勝利した。2回戦でも軽量級の池谷を寄せ付けず勝利し、2年連続となる準決勝進出を果たす。準決勝では総合No.1を争う室伏と対決。しかしながらあっという間に室伏に敗れた。室伏は決勝戦で河口を破り同種目No.1となり、暫定総合1位に浮上。ケインは2位に後退した。
THIRTYでは室伏が2回戦敗退。一方前回2回戦敗退のケインは順調に勝ち上がる。決勝で南山真との激闘を制し、同種目No.1。再び暫定総合1位に返り咲いた。
TAIL IMPOSSIBLEケインが第1レースを第2位でフィニッシュ。一方で総合No.1を争う室伏は第1レースをラストに追い上げなんとか通過。しかし第2レースでは他の選手に大きく引き離され、第2レース最下位に。ケインも大きく遅れた室伏を見てペースを落とし、第2レースで敗退。室伏の順位を上回り、暫定総合1位をキープした。
THE TUG-OF-WARではケインは準決勝でマイク・キャメロンに敗れ、準決勝で敗退。一方室伏は3種目となるNo.1に輝き、ケインは再び暫定総合1位を明け渡す。
THE TUG-OF-WARで暫定総合2位に後退したケインだったが、室伏との差は僅かに5ポイント。SHOT-GUN-TOUCHで室伏の記録を10cm以上上回ればケインの総合No.1が決まるという展開となった。室伏は自己記録11m80cmだったが、12m70cmまでノーミスでクリア。一方自己記録13m10cmの記録を持つケインは12m70cmで痛恨の失敗を喫する。後のない2回目の試技で成功を収めた。しかし続く12m90cmではボタンプッシュミスによる痛恨の失敗。12m70cmですでに1回目の失敗を喫しているケインはこの試技で脱落が決定。室伏とのデッドヒートの末、悲願の総合No.1奪回は果たせなかった。
2020年のインタビューの際には、「2002年の大会は僕の全部が凝縮された大会ですね。2000年で初めて総合No,1になり、2001年は2位だったのですごい悔しかったので、本気で総合No,1をとるために1年間ずっと練習してました。メダリストの室伏広治さん、ディフェンディングチャンピオンの大畑大介さん、池谷直樹さんが集結した、過去最高レベルの大会だったと思いますね」というコメントを残している。
第10回プロスポーツマン大会（2004年1月1日放送）
記念大会ということで2年振りの参戦。今大会が最後の出場となった。
WORK OUT GUYSでは丸太を素早く切り落とし、新たに導入された連結式のミルク缶運びも難なくこなしてみせたが、暫定1位の河口のタイムには僅かに及ばず。最終的に同種目3位に終わった。BEACH FLAGSでは1回戦、2回戦を難なく通過したものの、3回戦で池谷とのデッドヒートの末、敗退。1999年以来となる3回戦敗退となった。
MONSTER BOXでは記録20段に終わり、同種目2位。SPIN OFFでは準優勝することになる斉藤祐也との接戦の末、1回戦敗退となった。
THE GALLON THROWでは自己記録である5m25cmを記録。POWER FORCEでは2回戦で前回同種目No.1の吉田秀彦に敗れる。吉田は同種目2年連続となるNo.1に輝いた。TAIL IMPOSSIBLEでは第3レースまで進出。
SHOT-GUN-TOUCH開始前の時点で暫定総合4位と、本来の力を発揮できていなかったが、同種目でもその傾向は変わらず、12m70cmで脱落となった。
ケイン同様今大会不振に終わった池谷は、翌年総合No.1に輝くなど復活し、それ以降も出場を続け活躍を見せたが、ケインは今大会を最後に出場することはなかった。また、ケインは今大会まで同じ相手に総合順位で2度負けたことが一度も無かったが、今大会で河口に1999年以来の敗戦を喫し、今大会で初めて2度目の敗北を喫した。
| 大会                         | 放送日                | 総合順位 |
| ---------------------------- | --------------------- | -------- |
| 第2回 芸能人サバイバルバトル | 1997年4月2日          | No.1     |
| 第3回 芸能人サバイバルバトル | 1998年4月1日          | No.1     |
| 第4回 芸能人サバイバルバトル | 1998年10月2日         | No.1     |
| 第5回 プロスポーツマン大会   | 1999年1月1日          | 4位      |
| 第5回 芸能人サバイバルバトル | 1999年3月26日         | 2位      |
| 第6回 プロスポーツマン大会   | 2000年1月1日          | No.1     |
| 第6回 芸能人サバイバルバトル | 2000年3月24日         | No.1     |
| 第7回 芸能人サバイバルバトル | 2000年10月 10日・14日 | No.1     |
| 第7回 プロスポーツマン大会   | 2001年1月1日          | 2位      |
| 第8回 芸能人サバイバルバトル | 2001年3月23日         | 2位      |
| 第8回 プロスポーツマン大会   | 2002年1月1日          | 2位      |
| 第10回 プロスポーツマン大会  | 2004年1月1日          | 4位      |

### SASUKE
第1回大会、第4回大会、第6回大会では3rd STAGEに進出したが、第7回大会では2nd STAGEで脱落を喫した。第8回大会では2nd STAGE、3rd STAGEをクリア。FINAL STAGEではスパイダークライムを突破するもゴールまでは届かずタイムアップとなった。
第40回で21年ぶりに現役復帰。又地諒をコーチにつけて練習に励んだ結果、1stを見事クリア。48歳での1stクリアという歴代最年長記録を山本進悟とともに樹立した。
SASUKEワールドカップ2024ではJAPAN Legendのゼッケン3番で出場。初挑戦のウイングスライダー終盤で落水し、自身初の1stリタイアを喫した。
| 大会       | ゼッケン | STAGE | エリア               | 出典   |
| ---------- | -------- | ----- | -------------------- | ------ |
| 第1回大会  | 89       | 3rd   | ポールブリッジ       | [ 91 ] |
| 第4回大会  | 97       | 3rd   | クリフハンガー       | [ 92 ] |
| 第6回大会  | 98       | 3rd   | ボディプロップ       | [ 93 ] |
| 第7回大会  | 98       | 2nd   | スパイダーウォーク改 | [ 94 ] |
| 第8回大会  | 91       | FINAL | 綱登り               | [ 95 ] |
| 第40回大会 | 3991     | 2nd   | バックストリーム     | [ 96 ] |
| 第42回大会 | 92       | 1st   | ドラゴングライダー   |        |

#### SASUKE WORLD CUP 2024
| チーム      | 背番号 | ステージ | 出順            | 結果               | ポイント |
| ----------- | ------ | -------- | --------------- | ------------------ | -------- |
| 日本 Legend | 3      | 1st      | 第2ヒート-3番目 | ウイングスライダー | 10pt     |

## 出演

### 映画
- ニンジャII/修羅ノ章 Revenge of the Ninja （1982年） - ケイン・オオサキ
- デス・オブ・ニンジャ/地獄の激戦 9 Deaths of the Ninja （1984年） - ケイン・ヤマダ
- プレイ・フォー・デス Pray for Death （1985年） - タケシ・サイトウ
- ブラック・イーグル Black Eagle （1987年） - ブライアン・タニ
- 兜 KABUTO （1990年） - 徳川頼宗
- ザ・格闘王 （1994年）（東映Vシネマ） - 主演・ケン・大城
  - ザ・格闘王2 （1994年）（東映Vシネマ） - 主演・ケン・大城
- スーパー戦隊シリーズ
  - 劇場版 忍者戦隊カクレンジャー （1994年） - ジライヤ / ニンジャブラック
  - スーパー戦隊ワールド （1994年） - ニンジャブラックの声
- Zero WOMAN II 警視庁0課の女 （1995年） - ケン
- CAT'S EYE キャッツ・アイ Cat's Eye （1997年） - 李・黒旗
- WHO AM I? Who Am I? （1998年） - 日本人特殊部隊員・タケシ
- マッスルヒート Muscle Heat （2002年） - 主演・ジョー・ジンノ
- ゴジラ FINAL WARS （2004年） - 風間勝範[5]
- DOA/デッド・オア・アライブ DOA: Dead or Alive （2007年） - リュウ・ハヤブサ
- ローグ アサシン War （2007年） - ヤクザ
- エンジェル・バトラー 戦闘無双 Coweb （2009年）
- タイムレス Timeless （2009年） - 主演・ケイン[97]
- 燃えよ、マッハ拳! Choy Lee Fut （2011年） - 武田少佐
- ニンジャ・アベンジャーズ Ninja: Shadow of a Tear （2013年[注 11]） - 主演・中原
- 鉄拳 Kazuya's Revenge Tekken 2: Kazuya's Revenge （2014年[注 12]） - 主演・K（三島一八）
- マキシマム・クラッシュ Zero Tolerance （2015年） - Kane
- テラフォーマーズ Terra Formars （2016年） - ゴッド・リー[99][100]
- Heaven Inspector （2017年）[101]
- MAXX （2020年） - 主演[102]
- One Night in Bangkok （2020年）[103]
- 劇場版 仮面ライダーリバイス バトルファミリア（2022年7月22日） - アヅマ / 仮面ライダーダイモン[25]
- Bloat （2025年）
- 四十九 SeeK.1（2025年） [104]

### テレビドラマ
- 忍者ジョン&マックス The Master 第13話 （1984年8月31日、NBC、テレビ東京） - ボビー
- 大河ドラマ 琉球の風 DRAGON SPIRIT 第3回 - 最終回 （1993年1月24日 - 6月13日、NHK） - ケン
- 忍者戦隊カクレンジャー （1994年2月18日 - 1995年2月24日、テレビ朝日） - ジライヤ / ニンジャブラック
- 金田一少年の事件簿 第2シリーズ 墓場島殺人事件 （1996年9月7日・14日、日本テレビ） - 岩野渉
- 聖龍伝説 LEGEND of St. DRAGON （1996年10月19日 - 12月21日、日本テレビ） - 仙道大作
- shin-D ARE YOU HAPPY?（1996年11月28日・12月5日、日本テレビ）
- はぐれ刑事純情派 （1999年 - 2002年、テレビ朝日、第12シリーズから第14シリーズまでレギュラー） - 野田秀幸巡査部長
- 金曜エンタテイメント 真相―わが子の殺人日記 （1999年2月19日、フジテレビ） - 野村剛
- ミッドナイト☆ドラマ 藤子・F・不二雄のパラレル・スペース 第1話「値ぶみカメラ」 （2008年11月1日、WOWOW） - 倉金
- 特命係長 只野仁 4thシーズン 最終話 （2009年3月12日、テレビ朝日） - 藤堂俊介
- 名探偵ハチケイ 華麗なる推理（2016年8月2日、NHKスーパーハイビジョン） - 主演・八谷啓太郎[105][106][107]
- 筋トレサラリーマン 中山筋太郎（2023年9月29日、読売テレビ・日本テレビ）[108] - 大杉 役

### その他のテレビ番組
- さんまのなんでもダービー（1994年）
- 筋肉番付（TBS）
- 最強の男は誰だ!壮絶筋肉バトル!!スポーツマンNo.1決定戦（TBS）
- SASUKE（TBS）
- ZONE（TBS）
- ケイン・ザ・マッスル〜超人たちの伝説〜 OVER THE TOP〜限界を越えろ
- 英語であそぼ（現・えいごであそぼ）（1998年） - 体操のお兄さん
- ポンキッキーズ（1999年 - 2001年）
- ケイン・ザ・マッスル（2000年 - 2002年）
- 日本のミカタ（2001年 - 2002年）
- からだであそぼ（2004年 - 2009年3月）
  - あさだ!からだ!（2009年3月 - 2010年3月）
- ティーンズプロジェクト フレ☆フレ
- THE突破ファイル[109]

ほか多数

### ビデオ・DVD
- ウルトラマンパワード Ultraman: The Ultimate Hero （1993年 - 1994年） - 主演・ケンイチ・カイ
- スーパー戦隊シリーズ
  - 忍者戦隊カクレンジャー スーパービデオ秘伝之巻 （1994年） - ジライヤ / ニンジャブラック
  - 超力戦隊オーレンジャー オーレVSカクレンジャー （1996年、東映） - ジライヤ / ニンジャブラック

### ラジオ番組
- ケイン・コスギのファイティングロード（NACK5）
- ケイン・コスギのI love sports（文化放送）

### Webドラマ
- ウルトラギャラクシーファイト 大いなる陰謀（2020年） - ウルトラマンパワードの声（英語版）[110]
- 『劇場版 仮面ライダーリバイス』スピンオフ配信ドラマ『Birth of Chimera』（2022年7月22日、東映特撮ファンクラブ） - アヅマ 役[111]
- グッドモーニング、眠れる獅子2（2023年4月12日、Lemino・ひかりTV） - 黒虎 役[112]
- 忍者戦隊カクレンジャー 第三部・中年奮闘編（2024年8月4日、東映特撮ファンクラブ） - ジライヤ / ニンジャブラック 役[113]

### ウェブテレビ
- 賞金首（2018年5月15日 - 10月、AbemaTVウルトラゲームス） - 火曜コミッショナー

### テレビアニメ
- BATON バトン（2009) - サターン

### OVA
- ストリートファイターZERO - THE ANIMATION - - 主演・リュウ

### CM
- 大正製薬
  - 「リポビタンD」
    - テレビCMなど「危機一髪シリーズ」[114]（1999年 - 2016年8月）
「ファイトイッパーツ!」の掛け声で知られた長期シリーズの後半期に、誰よりも長く出演し続けた。
      - 1999年～2001年 - 先輩役の西村和彦が1998年（平成10年）を最後に降板し、1999年（平成11年）から後輩役の宍戸開が先輩役に回ると、これに伴い、後輩役としてケインが初出演し、2001年（平成13年）まで共演した。
      - 2002年～2007年 - 2001年を最後に宍戸が降板したことで2002年（平成14年）からはケインが先輩役に回ることとなり、後輩役の滝川英治と共演することになった。ケインが先輩役になってからはこの役回りは結果的に固定され、同シリーズのテレビCMが終了する2016年（平成28年）までの間、ケインが先輩役を演じ続けた。
      - 2007年～2009年 - 後輩役の山口達也と共演。2008年（平成20年）秋だけはケインが単独出演した。
      - 2010年～2015年 - 後輩役の三浦貴大と共演。
      - 2015年～2016年8月 - ケインが単独で出演。同シリーズのテレビCMは2016年（平成28年）8月[114]が最後となった。

    - YouTube限定CM「『リポビタンD ファイトイッパーツCM』リメイクWeb動画」（2017年9月1日 - 終了）[115]
「ファイト!一発シリーズ」のリメイク版[115]。フリークライマーの大場美和と共演[115]。
    - WebCM（2025年）[116]

  - 「RiUP X5」[117]
  - 「リポビタンDX」（2021年 - ）[118]
- ハウス食品
  - 「ククレカレー」 (1993年 - 1994年)
  - 「ichips」
  - 「バーモントカレー」（2002年 - 2004年）
- ニベア花王 「デオドラントスプレーGym」（1997年 - 1998年）[119]
- 大阪ガス 「ガス温水床暖房ヌック」（1999年10月 - 2001年3月）[119]
- コナミ - 企業イメージモデル（1999年12月 - 2002年9月）[119]
- デサント - 企業イメージモデル（2000年9月 - 2003年3月）[119]
- メディアゲート - 企業イメージモデル（2000年10月 - 2001年3月）[119]
- センチュリー21 - 企業イメージモデル（2000年[120][121] - 現在?[注 13]）

ケインは、スポーツ万能な熱血漢でコミカルでもあるという自身のキャラクターをそのまま活かしつつ、熱心なセールスマンに扮している。2009年（平成21年）から2010年（平成22年）にかけての「セキュリティ」篇では山口翔悟と共演。ほかに、詳細の分かるもので、「地元のこと、もっと詳しく」篇・「連発21 エレベーター」篇・「連発21 犬」篇（以上3作は2015年〈平成27年〉7月25日初出）など。「センチュリー21・ジャパン#CM」も参照のこと。
- リクルートマーケティングパートナーズ「今月のゼクシィ」
- 日本通運「引越王」
- スポルディング・ジャパン
- 日本アルコン「オプティ・フリー・プラス」
- NTTドコモ（中央）「マナー企業広告」
- 損保ジャパン「企業広告」
- Hulu - テレビCM「フールーとヒーロー」篇（2015年7月26日[124]）

ケインが演じる「ケインジャー」は、変身することで反って弱くなってしまうスーパー戦隊風のヒーロー。テレビCMは7月26日に1回だけ放送された。ウェブサイト上では同月29日から公開された。
- 日清食品「カップヌードル」「謎肉増量 篇」（2019年10月23日[125] - 同年11月現在）

人気の具材“謎肉”（正式名称：ダイスミンチ）を増量する形で2019年（令和元年）10月21日にリニューアル発売されたカップヌードルのCMに、擬人化した謎肉の役で出演。頭部が謎肉になっていて顔出ししているマッチョな男（ケイン）は、“肉”の存在感をアピールしながらどんどん増えてゆく。「ナゾニク、ゾウリョウ、パーフェクトボディ! 」「19（じゅうく）、20（にじゅう）、21（トゥウェニーワン）! 」「大崎、品川、高輪ゲートウェイ!」など、ケイン自身のキャッチフレーズ「Perfect Body!」や、他社（センチュリー21）CMのキャッチフレーズ「21（トゥウェンティーワン）」のパロディー（セールスマン姿も忠実に再現）、山手線の新駅名「高輪ゲートウェイ」という時事ネタ（長い、ダサい、紛らわしい等々、さまざまに問題があって評判が悪いが、注目されており、話のネタとして面白がられてもいる）などが散りばめられている、奇天烈かつコミカルで中毒性の高い内容となっている。
- テックウインド「AKRacing」（2018年 - 2021年）[126][127]

### モーションキャプチャ
- 立体忍者活劇 天誅（1998年）
- 筋肉番付　マッスルウォーズ21（2001年）

### 玩具
- 忍者戦隊カクレンジャー ドロンチェンジャー 30th ANNIVERSARY EDITION（2025年3月）

## 書籍
- ケイン・コスギ『ケイン・コスギのカッコいいBODYになりたい』講談社、2000年8月。ISBN 4-06-210361-3。OCLC 675139537。ISBN 978-4-06-210361-9。
- 近藤篤『Kane：ケイン・コスギ写真集』文春ネスコ、2000年12月。ISBN 4-89036-118-9。OCLC 675704555。ISBN 978-4-89036-118-2。
- TBS『筋肉番付』制作スタッフ編、Kane Project 編『ケイン・コスギのシンプルエクササイズ』ソニー・マガジンズ、2001年10月。ISBN 4-7897-1748-8。OCLC 122923132。ISBN 978-4-7897-1748-9。
- ケイン・コスギ『ケイン・コスギの「K ENGLISH ～ケイングリッシュ」 A to Z super picture book』文春ネスコ、2001年12月。ISBN 4-89036-142-1。OCLC 676027625。ISBN 978-4-89036-142-7。
- ケイン・コスギ『ケイン・コスギ インマッスルヒート』講談社、2002年12月。ISBN 4-06-211676-6。OCLC 675062498。ISBN 978-4-06-211676-3。
- ケイン・コスギ『ケイン・コスギの子どもの作法　NHK「からだであそぼ」で学んだこと』講談社、2007年2月。ISBN 4-06-213667-8。OCLC 675731356。ISBN 978-4-06-213667-9。